# Nucli sintàctic
El nucli sintàctic en lingüística és el morfema o la paraula que determina les propietats sintàctiques i combinatòries del sintagma al qual pertany el nucli (tot sintagma endocèntric té un únic nucli sintàctic). Els altres elements modifiquen el nucli.
Per exemple, en la frase “el gran gos pelut”, la paraula “gos” és el nucli del sintagma i els adjectius “gran” i “pelut” modifiquen el nucli.
En les llengües amb cas gramatical marcat mitjançant la morfologia, sovint el nucli (i els elements que hi concorden) són els que reben la marca de cas.
Com qualsevol categoria sintàctica, la noció de nucli sintàctic es pot aplicar a qualsevol oració gramaticalment correcta encara que no tingui sentit. El conegut lingüista Noam Chomsky inventà un exemple d'oració gramaticalment impecable però que no sembla tenir cap interpretació semàntica: Colorless green ideas sleep furiously ('Les idees verdes incolores dormen furiosament'). L'oració en anglès o el seu equivalent en català poden descompondre's en sintagmes de la següent manera:

[ [Colorless green ideas]SN [sleep furiously]SV ]

[ [Les idees verdes incolores]SN [dormen furiosament]SV ]

En tots dos casos, el primer sintagma de l'oració, etiquetat amb "SN", és un sintagma nominal el nucli sintàctic del qual és el nom idees. El segon sintagma, etiquetat amb "SV", és un sintagma verbal el nucli del qual és el verb sleep ('dormen').

## Nuclis sintàctics en català
Noam Chomsky proposà la següent tipologia per a nuclis sintàctics, segons les seves característiques predicatives i designatives:
- [+N,+V] = adjectiu, adverbi
- [+N,-V] = nom, pronom
- [-N,+V] = verb
- [-N,-V] = preposició

En català cal distingir tres grans grups de sintagmes:
1. Sintagmes designatius (+N). El seu nucli pot ser un nom, un adjectiu, un adverbi o un pronom. Aquesta categoria inclouria el sintagma nominal, el sintagma adjectival i el sintagma adverbial.
2. Sintagmes predicatius (-N) o relacionals. El seu nucli expressa relacions entre els diferents sintagmes designatius que apareixen en l'oració. Aquest grup de sintagmes inclouen dos grans grups: el sintagma verbal, el nucli del qual és un verb, i el sintagma preposicional, el nucli del qual és una preposició.
3. Sintagmes especials. El seu nucli sintàctic és un altre tipus d'element, com en el sintagma complementador.

Els nuclis sintàctics predicatius són els que assignen cas, és a dir, determinen quin cas gramatical té el nucli sintàctic d'un sintagma designatiu.